# Javalaan (sneltramhalte)
Javalaan is een sneltramhalte van RandstadRail in Zoetermeer. Het is een van de vijf stations aan de Oosterheemtracé, de in 2006 geopende nieuwe zijtak van de Zoetermeer Stadslijn naar station Lansingerland-Zoetermeer. Het is een viaductstation gebouwd over de gelijknamige laan in de Vinex-wijk Oosterheem. De tramdienst wordt al sinds de opening door de Haagse vervoersmaatschappij HTM gereden.
De halte werd op 8 oktober 2007 in gebruik genomen door RandstadRail 4 en was het voorlopige eindpunt van deze lijn. De lijn werd op 19 mei 2019 verlengd naar Lansingerland-Zoetermeer. Naast de eindhalte Lansingerland-Zoetermeer kwam er ook een halte Van Tuyllpark. Op 23 juli 2020 werd deze halte in gebruik genomen door RandstadRail 34.

## Foto's

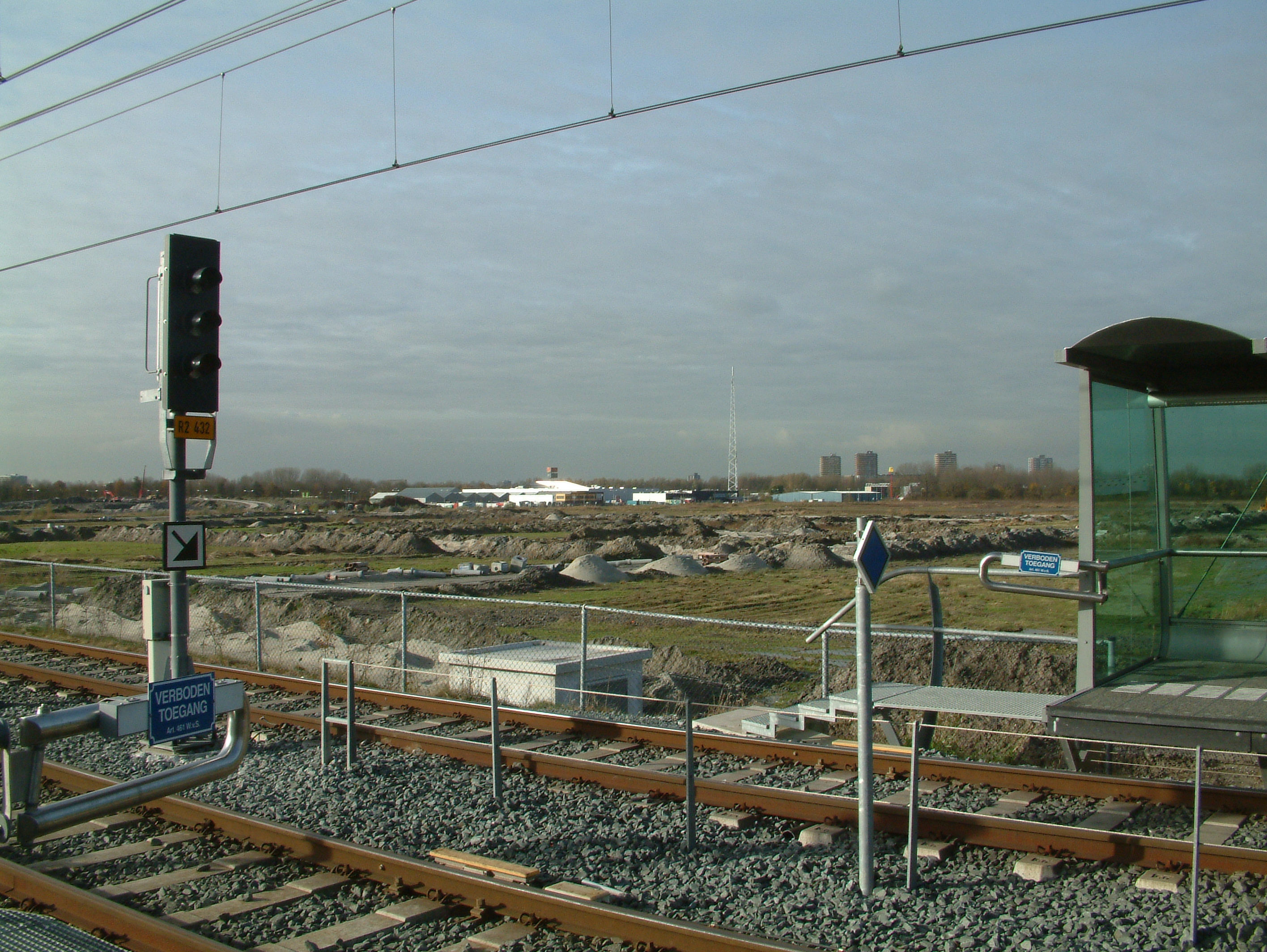
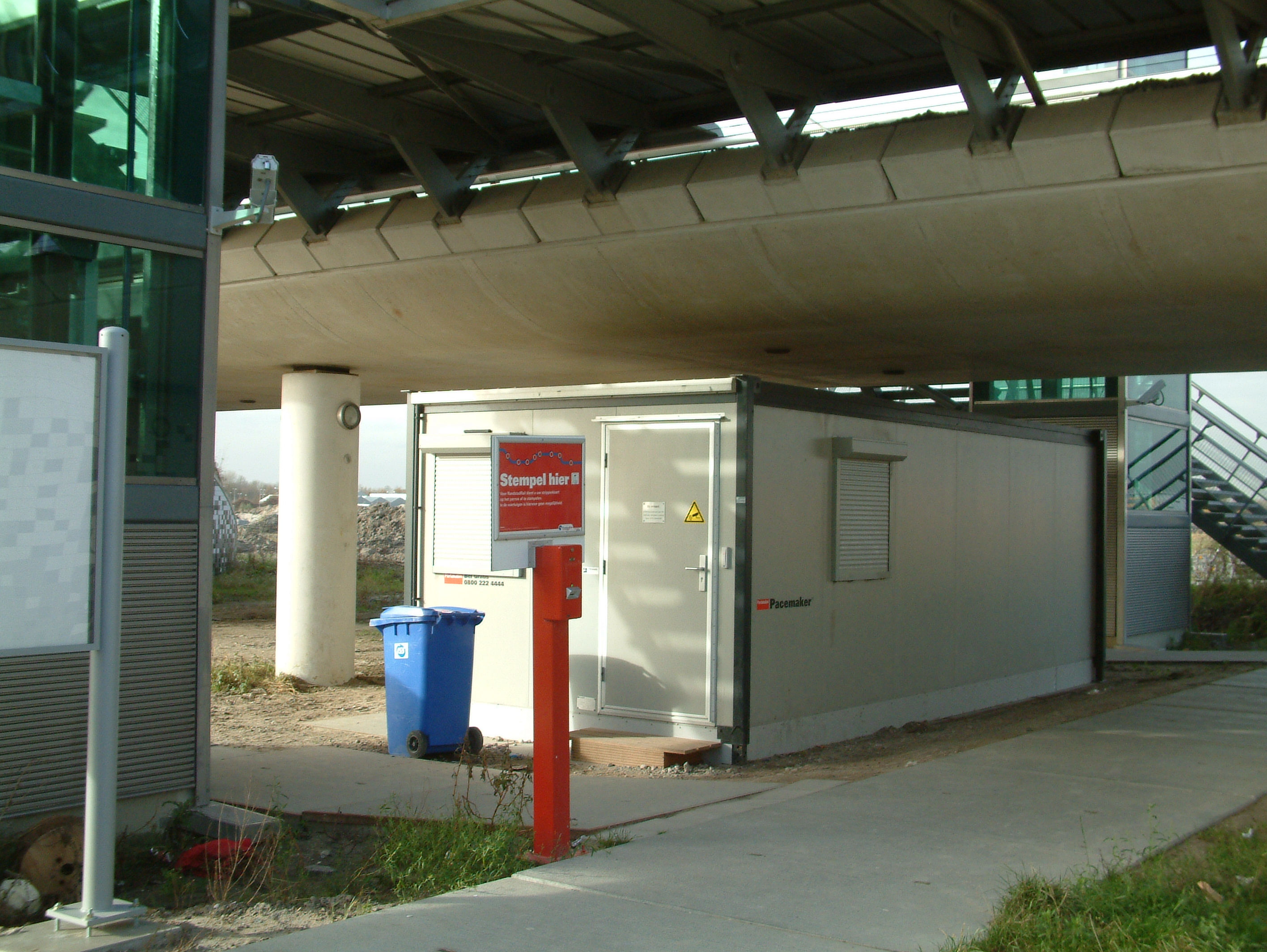
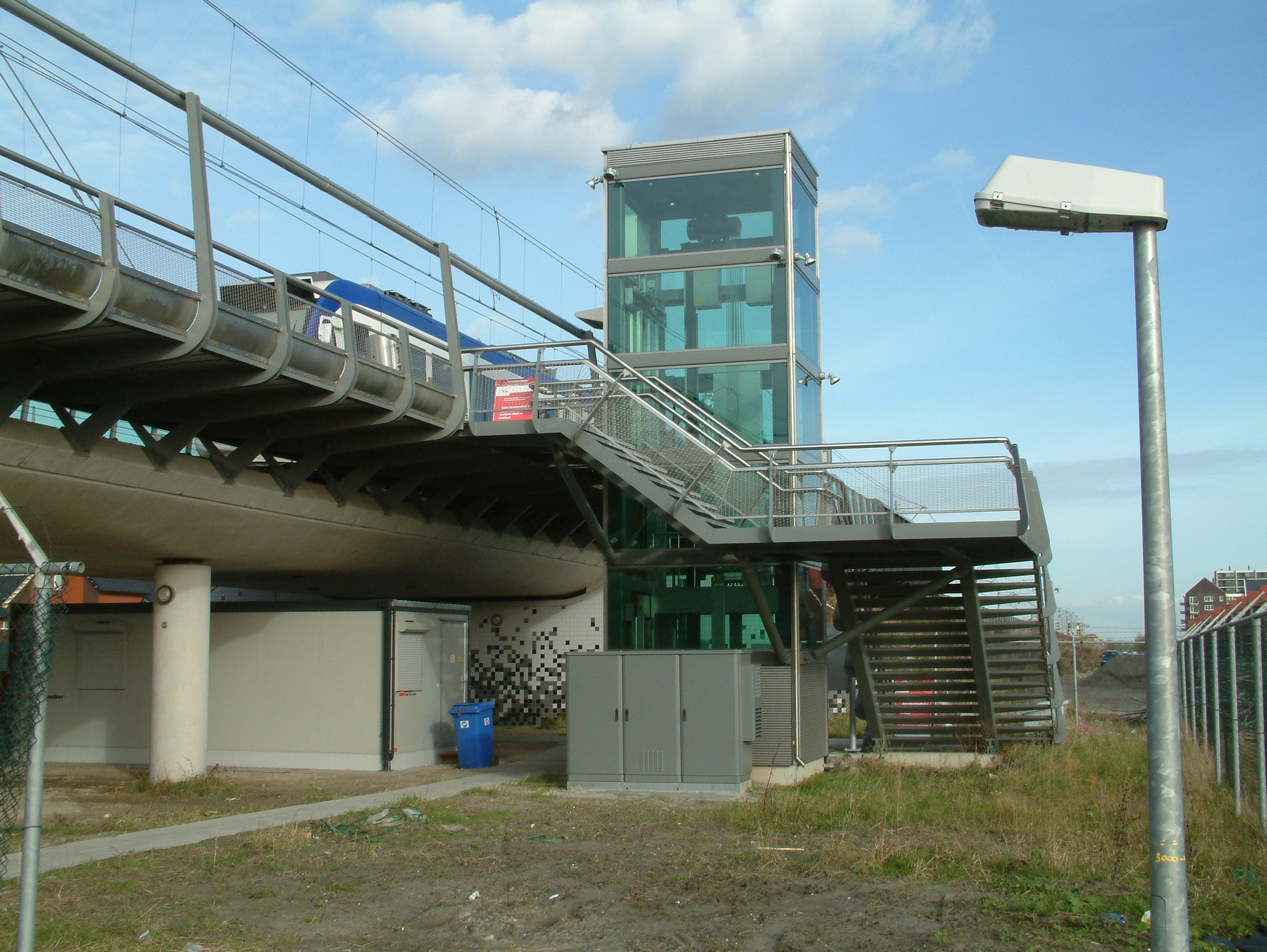

De Uithof · 
Beresteinlaan ·
Bouwlustlaan ·
De Rade ·
Dedemsvaartweg ·
Zuidwoldepad ·
Leyenburg ·
Monnickendamplein ·
Tienhovenselaan ·
Dierenselaan ·
De la Reyweg ·
Monstersestraat ·
HMC Westeinde ·
Brouwersgracht ·
Grote Markt ·
Spui ·
Centraal Station (NS) ·
Beatrixkwartier ·
Laan van NOI (NS) ·
Voorburg 't Loo ·
Leidschendam-Voorburg ·
Forepark ·
Leidschenveen ·
Voorweg Laag ·
Centrum-West ·
Stadhuis ·
Palenstein ·
Seghwaert ·
Willem Dreeslaan ·
Oosterheem ·
Javalaan ·
Van Tuyllpark ·
Lansingerland-Zoetermeer (NS)